# Episodi di Angie e le ricette di Violetta (prima stagione)
Gli episodi della prima stagione di Angie e le ricette di Violetta sono andati in onda dal 9 giugno 2014 su Disney Channel Italia.
| nº | Titolo                   | Prima TV Italia |
| -- | ------------------------ | --------------- |
| 1  | Ghiacciolini alla frutta | 9 giugno 2014   |
| 2  | Fior di biscotto         | 10 giugno 2014  |
| 3  | Rotolini di salmone      | 11 giugno 2014  |
| 4  | Tramezzini               | 12 giugno 2014  |
| 5  | Tulipani a sorpresa      | 13 giugno 2014  |
| 6  | Uova a cuore             | 16 giugno 2014  |
| 7  | Cupcakes                 | 17 giugno 2014  |
| 8  | Caprese in barattolo     | 18 giugno 2014  |
| 9  | Coni gelato              | 19 giugno 2014  |
| 10 | Guacamole e gamberi      | 20 giugno 2014  |
| 11 | Salatini a nota          | 13 ottobre 2014 |
| 12 | Cake Pops                | 14 ottobre 2014 |
| 13 | Pizza a cuore            | 15 ottobre 2014 |
| 14 | Salmone e fragole        | 16 ottobre 2014 |
| 15 | Smoothie di frutta       | 17 ottobre 2014 |
| 16 | Charlotte                | 20 ottobre 2014 |
| 17 | Tartufini al formaggio   | 21 ottobre 2014 |
| 18 | Fajitas messicane        | 22 ottobre 2014 |
| 19 | Cestini di pasta         | 23 ottobre 2014 |
| 20 | Cuori di formaggio       | 24 ottobre 2014 |